# كريستوفر ماجي (سياسي)
كريستوفر ماجي هو سياسي أمريكي، ولد في 14 أبريل 1848 في بيتسبرغ في الولايات المتحدة، وتوفي في 8 مارس 1901 في هاريسبرج في الولايات المتحدة. نشط حزبياً في الحزب الجمهوري. وقد انتخب عضو مجلس ولاية بنسيلفانيا ‏.